# Ingrid Losert
Ingrid Losert (30 de diciembre de 1958) es una deportista alemana que compitió para la RFA en esgrima, especialista en la modalidad de florete. Ganó cuatro medallas en el Campeonato Mundial de Esgrima entre los años 1979 y 1983.

## Palmarés internacional
| Campeonato Mundial | Campeonato Mundial         | Campeonato Mundial | Campeonato Mundial  |
| Año                | Lugar                      | Medalla            | Prueba              |
| ------------------ | -------------------------- | ------------------ | ------------------- |
| 1979               | Melbourne (Australia)      | Medalla de bronce  | Florete por equipos |
| 1981               | Clermont-Ferrand (Francia) | Medalla de plata   | Florete por equipos |
| 1982               | Roma (Italia)              | Medalla de bronce  | Florete por equipos |
| 1983               | Viena (Austria)            | Medalla de plata   | Florete por equipos |